# Bollo de piña
El bollo de piña es un tipo de pastel dulce popular en Hong Kong, Macao, algunas otras regiones del sur de China y las comunidades chinas de Norteamérica. También pueden encontrarse en panaderías taiwanesas. Se conoce en cantonés como bo lo baau, donde bo lo significa ‘piña’ y baau alude a un tipo de alimento parecido a un bollo en la cocina china. Se encuentra con frecuencia en panaderías chinas.

## Descripción
La parte superior del bollo de piña (la que se elabora con forma parecida a la fruta) se hace con una masa parecida a la usada para las galletas de azúcar, consistente en azúcar, huevo, harina y manteca. Como tal, es crujiente y bastante dulce respecto al resto del bollo. La masa de la parte inferior es la misma empleada en los panes chinos de estilo occidental, que es más tierna y dulce que la del pan occidental. Es un bollo popular para desayunar o acompañar el té de la tarde.
A pesar de su nombre, la versión tradicional del bollo de piña no lleva piña. El nombre proviene del hecho de su cubierta crujiente azucarada adopta un color dorado, y porque se le hacen cuadros y recuerda a la corteza del fruto. Debido a su alto valor calórico (es rico en carbohidratos, grasas saturadas y colesterol), ha sido declarado uno de los diez aperitivos más perniciosos de Hong Kong.
Es muy parecido al meronpan japonés en su elaboración y en el hecho de que recibe su nombre de su aspecto.

## Variantes

### Con mantequilla
Muchos restaurantes como Hong Kong, como los cha chaan tengs y dai pai dongs, ofrecen una receta llamada bollo de piña con mantequilla, que es un bollo de piña relleno con un trozo mantequilla. Se conoce en cantonés como bo lo yau (菠蘿油), donde yau (‘aceite’) alude a la mantequilla. Alguna variante incluye crema en vez de mantequilla.
Típicamente el pastel se lleva caliente del horno a la mesa del cliente, y se sirve cortado por la mitad con un gran trozo de mantequilla entre ellas. A veces se critica esta receta por contener demasiada grasa y colesterol.

### Otras

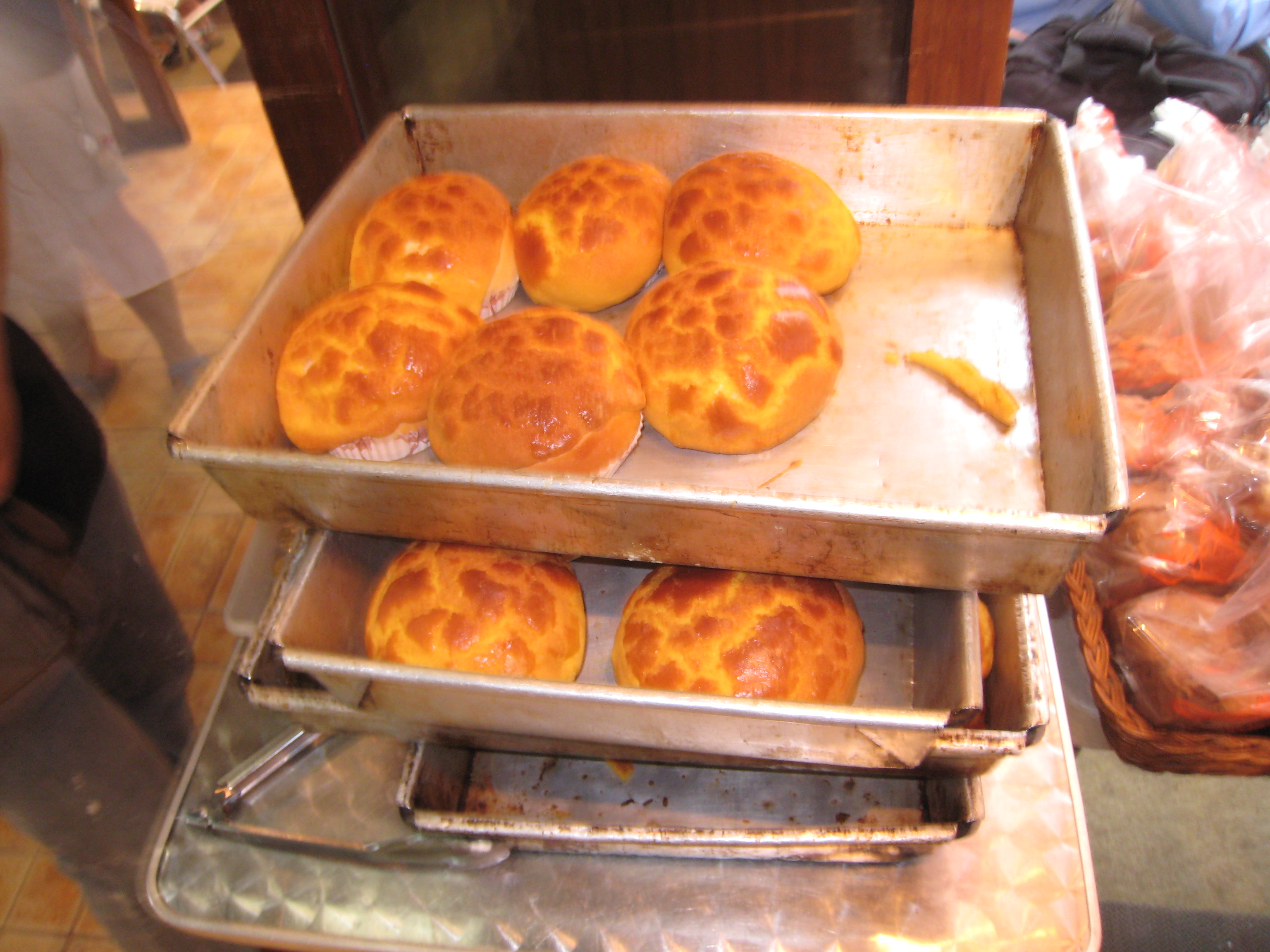
Bollos de piña recién sacados del horno.

El bollo de piña puede hacerse en tamaño miniatura (迷你菠蘿包), puede usarse como panecillo para hacer bocadillos de por ejemplo carne (餐肉菠蘿包), o puede rellenarse antes de hornear con anko (紅豆菠蘿包), crema pastelera (奶黃菠蘿包), cerdo a la barbacoa (叉燒菠蘿包), o relleno dulce de coco rallado (椰絲菠蘿包), como en un bollo de cola de gallo. Curiosamente, es posible encontrar un bollo de piña de piña, relleno de auténtica piña (菠蘿菠蘿包).
El Soboro-Pan japonés o Soboro-Ppang coreano es una variante que usa los mismos ingredientes, salvo por la parte superior no tiene aspecto de piña.